# 이삼화관광
이삼화관광은 인천광역시의 전세버스 운송 업체이다. 본사는 인천광역시 연수구 함박뫼로 50번길 95, 6층에 있다.

## 주요 연혁
- 2000년 3월 22일: 인천광역시 남동구 만수동 890-21에서 자본금 50,000,000원으로 주식회사 월드칠성관광 설립.
- 2003년 4월 30일: 본사를 인천광역시 남동구 구월동으로 이전.
- 2007년 5월 10일: 본사를 인천광역시 남구 숭의동으로 이전.
- 2010년 3월 3일: 회사명을 현 명칭인 주식회사 이삼화관광으로 변경. 자본금을 201,140,000원으로 증액.
- 2013년 3월 26일: 자본금을 541,030,000원으로 증액.
- 2017년 9월 15일: 노선버스 한정면허 취득.
- 2018년 1월 25일: 본사를 현 위치인 인천광역시 중구 우현로로 이전.
- 2019년 4월 16일: M버스 2개 노선 폐선, 모든 시내버스 노선 운행 종료

## 이전 운행 노선

### 인천광역시의 시내버스
- ● 6780번: 부평역 - 모래내시장역 - 남동구청역 - 광명역
- ● 6790번: 원인재역 - 인천종합버스터미널 - 서창동 - 광명역

### 국토교통부의 광역급행버스
- ● M6336번: 연세대학교 국제캠퍼스 - 글로벌캠퍼스푸르지오 - 지식정보단지역 - 인천대입구역.투모로우시티 - 해양경비안전본부 - 송도더샵엑스포빌리지 - 제3경인고속도로 - 서울외곽순환고속도로 - 복정역 - 문정동로데오거리 - 장지역 - 가락시장역 - 석촌호수 - 잠실역
- ● M6635번: 연세대학교 국제캠퍼스 - 글로벌캠퍼스푸르지오 - 지식정보단지역 - 인천대입구역.투모로우시티 - 해양경비안전본부 - 송도더샵엑스포빌리지 - 제3경인고속도로 - 구로디지털단지역 - 보라매역.동작세무서 - 샛강역 - 여의도역 - 여의도환승센터 - 농협재단.KDB대우증권

## 이전 보유차량
현대자동차
- 현대 유니시티
- 뉴 프리미엄 유니버스 스페이스 럭셔리

## 사업장 현황
- 본사: 인천광역시 연수구 함박뫼로 50번길 95, 6층